# Dedykowany tor transmisyjny
Dedykowany tor transmisyjny (ang. dedicate transmission path) – tor transmisyjny ciągle dostępny dla
połączeń systemu alarmowego ze związanym z nim alarmowym centrum odbiorczym. W przypadku tego toru nie jest wymagana komutacja ani nastawa przed rozpoczęciem transmisji danych dotyczących zdarzeń alarmowych.
Inne określenia terminu to: 
- specjalizowany tor transmisyjny,
- tor dzierżawiony
- łącze sztywne